# Storkwitz
Storkwitz ist ein Ortsteil der Großen Kreisstadt Delitzsch im Landkreis Nordsachsen des Freistaates Sachsen. Der Ort wurde 1996 nach Delitzsch eingemeindet. Die Gemeinde hat rund 150 Einwohner (Stand 2011).
International bekannt ist Storkwitz für sein Seltene-Erden-Vorkommen das in Mitteleuropa einzigartig ist.

## Lage
Der Ortsteil Storkwitz liegt etwa vier Kilometer nordwestlich vom Stadtzentrum Delitzschs entfernt. Im Westen grenzt Storkwitz an Schenkenberg und Kertitz. Durch das westliche Ortsgebiet verläuft von Süden kommend die B 183a.

## Geologie
Unterhalb einer etwa 1000 Quadratmeter großen Fläche, 500 Meter westlich des Ortszentrums befindet sich unter einer etwa 100 Meter mächtigen Lockergesteinsbedeckung aus Sand, Ton und Braunkohlenflözen ein erdgeschichtlich jüngerer und für Europa seltener Karbonatit-Körper. Dieser Gesteinskörper enthält Lanthanoide und Niob. Als Hauptbestandteile gelten die Elemente Cer, Lanthan und Neodym.
Entdeckt worden ist dieses Vorkommen von Geologen bereits in den 1980er Jahren bei Explorationsarbeiten auf Uran. Durch Bestätigungsbohrungen von April bis Juli 2012 konnten die bisherigen Ressourcenschätzungen bis zu einer Tiefe von 600 Metern nachgewiesen werden. So handelt es sich um eine Ressource von 4,4 Millionen Tonnen Erz mit 20.100 Tonnen Seltenerd-Oxid bei Gehalten von 0,45 Prozent. Zusätzlich dazu wurden über 4.000 Tonnen des Metalls Niob attestiert. Aufgrund der geringen Konzentration von Seltenen Erden im Erz wurde ein Abbau als unwirtschaftlich eingestuft und eine ursprünglich für das Jahr 2015 angedachte Bohrung in bis zu 1200 Meter Tiefe nicht durchgeführt.

## Geschichte
Zum ersten Mal wird Storkwitz erwähnt, als Kaiser Friedrich I. Barbarossa den Ort mit allem Gut und allen Gerechtigkeiten dem Abt Reinboth des Merseburger Peterskloster übergibt. Dieser Abt war zwischen 1178 und 1186 Vorsteher dieses Klosters. Das Rittergut Storkwitz gehörte bis 1815 zum kursächsischen Amt Delitzsch. Durch die Beschlüsse des Wiener Kongresses kam der Ort zu Preußen und wurde 1816 dem Kreis Delitzsch im Regierungsbezirk Merseburg der Provinz Sachsen zugeteilt, zu dem er bis 1952 gehörte. Im Zuge der Kreisreform in der DDR von 1952 wurde Storkwitz dem neu zugeschnittenen Kreis Delitzsch im Bezirk Leipzig zugeteilt, welcher 1994 im Landkreis Delitzsch aufging.
Am 1. Januar 1996 wurde Storkwitz mit den bis dahin ebenfalls eigenständigen Dörfern Poßdorf, Rödgen, Schenkenberg und Spröda nach Delitzsch eingemeindet.

### Einwohnerentwicklung
(jeweiliger Gebietsstand, 2011 nur Hauptwohnsitze (Quelle: Einwohnermeldeamt Stadt Delitzsch))
| Datum | Einwohner |
| ----- | --------- |
| 1818  | 56        |
| 1824  | 5 Häusler |
| 1880  | 122       |
| 1895  | 155       |
| 2011  | 150       |

## Kultur und Sehenswürdigkeiten

### Rittergut

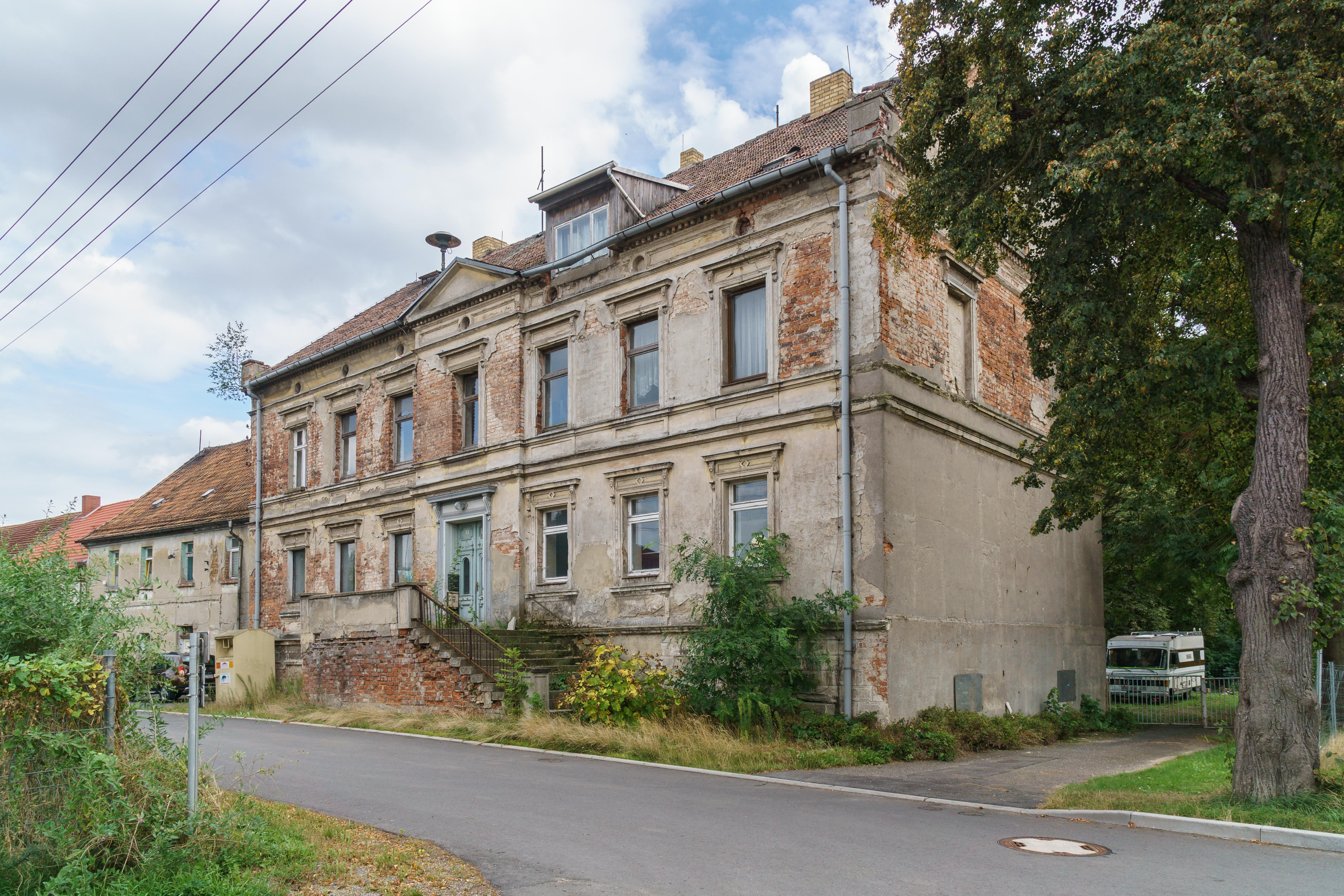
Ehemaliges Herrenhaus Storkwitz

Das Rittergut wurde 1437 erstmals im Besitz von Hans von Pagk, als Rittersitz erwähnt. Im Laufe des 15. Jahrhunderts erlebte das Gut einen ständigen Besitzerwechsel, bevor es ab 1540 als Sattelhof geführt wurde. Zwischen 1647 und 1730 war es unbewohnt.
Am 7. September 1820 kaufte Friedrich von Pfannenberg dieses für 38.200 Taler.
Ab 1860 bewirtschaftete Wilhelm von Rauchhaupt, nach seinem Ausscheiden aus dem Dienst als Landrat des Kreises Delitzsch, die Rittergüter Storkwitz und Queis. Ihm folgte der einzige Sohn aus zweiter Ehe mit Elisabeth von Obernitz, Hans Volrad Wilhelm von Rauchhaupt (1889–1915), kgl. preuß. Leutnant d. R. des 12. Husaren-Regiments, als Erbe und Fideikommissherr. Die Witwe war selbst kurzzeitig Gutsherrin auf Gut Eulenfeld, lebte aber in Storkwitz. 
Heute ist das Rittergut ein privates Wohnhaus.